# Cristianismo en el siglo VIII

Época de los Califas
Expansión bajo Mahoma, 622-632/A.H. 1-11
Expansión durante el Califato Rashidun, 632-661/A.H. 11-40
Expansión durante el Califato Omeya, 661-750/A.H. 40-129

El cristianismo del siglo VIII se vio muy afectado por el auge del islam en Oriente Próximo. 
A finales del siglo VIII, el imperio musulmán había conquistado toda Persia y partes del territorio romano oriental (Bizantino), incluidos Egipto, Palestina y Siria. De repente, partes de la Mundo cristiano quedaron bajo dominio musulmán. En los siglos siguientes, las naciones musulmanas se convirtieron en algunas de las más poderosas de la cuenca mediterránea.
Aunque la Iglesia Romana había reclamado la autoridad religiosa sobre el Cristianos en Egipto y el  Levante, en realidad la mayoría de los cristianos de estas regiones eran miafisitass y otras sectas que habían sido perseguidas durante mucho tiempo por Constantinopla.

## Segundo Concilio de Nicea

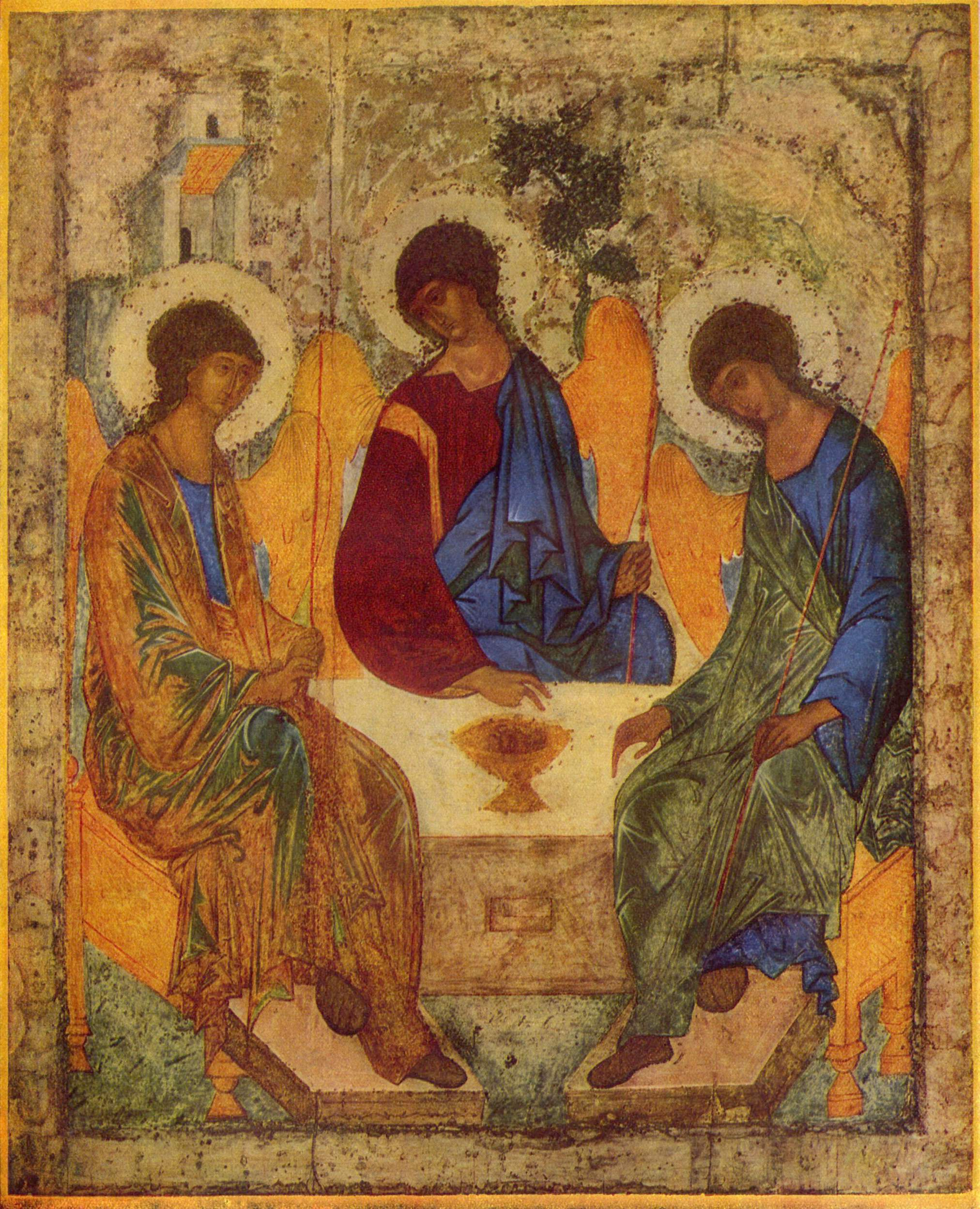
Santísima Trinidad de Andrei Rublev

El Segundo Concilio de Nicea fue convocado bajo el mandato de la emperatriz Irene en 787. Afirmó la fabricación y veneración de iconos, al tiempo que prohibió el culto a los iconos y la fabricación de estatuas tridimensionales. Revocó la declaración del anterior Concilio de Hieria que se había autodenominado Séptimo Concilio Ecuménico y también anuló su estatus.
En algún momento entre 726 y 730 el emperador bizantino León III el Isaurio ordenó la retirada de una imagen de Jesús colocada en un lugar destacado sobre la Puerta de Chalke, la entrada ceremonial al Gran Palacio de Constantinopla, y su sustitución por una cruz. A esto siguieron órdenes que prohibían la representación pictórica de la familia de Cristo, los santos cristianos posteriores y las escenas bíblicas. El Concilio de Hieria se había celebrado bajo el mandato del emperador iconoclasta Constantino V. Se reunió con más de 340 obispos en Constantinopla y Hieria en 754, declarando un error la realización de iconos de Jesús o de los santos, principalmente por razones Cristológicas.

### Iconoclasia
La iconoclasia fue un movimiento dentro de la iglesia bizantina cristiana oriental para establecer que la cultura cristiana de retratos de la familia de Cristo y los cristianos posteriores y escenas bíblicas no eran de origen cristiano y por lo tanto hereje. Este movimiento fue más tarde definido como herético bajo el concilio. El grupo destruyó gran parte de la historia del arte de las iglesias cristianas, necesaria para abordar las interrupciones tradicionales de la fe cristiana y las obras artísticas que en la iglesia primitiva estaban dedicadas a Jesucristo o a Dios. Muchas obras fueron destruidas durante este periodo.
Dos prototipos de iconos serían el Cristo Pantocrátor y el  Icono de la Odighitria. En Occidente la tradición de los iconos se ha visto como la veneración de "imágenes esculpidas" o en contra de "no esculpir imágenes" como se señala en Éxodo 20:4. Desde el punto de vista ortodoxo, escultura sería entonces grabado o tallado. Así pues, esta restricción incluiría muchos de los ornamentos que Moisés recibió la orden de crear en los pasajes inmediatamente posteriores al mandamiento, es decir, la talla de querubines Éxodo 26:1. El mandamiento, tal como lo entiende esta interpretación fuera de contexto, significaría "ninguna imagen tallada". Esto incluiría la cruz y otros artefactos sagrados. El mandamiento en Oriente se entiende que el pueblo de Dios no debe crear ídolos y luego adorarlos. Es "adoración correcta" adorar lo que es de Dios, lo que es Santo y sólo eso.

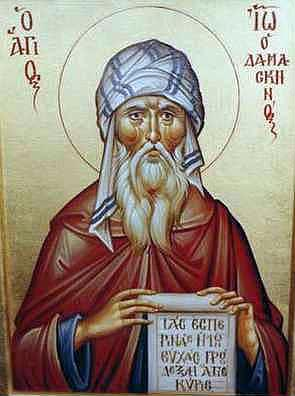
Juan de Damasco

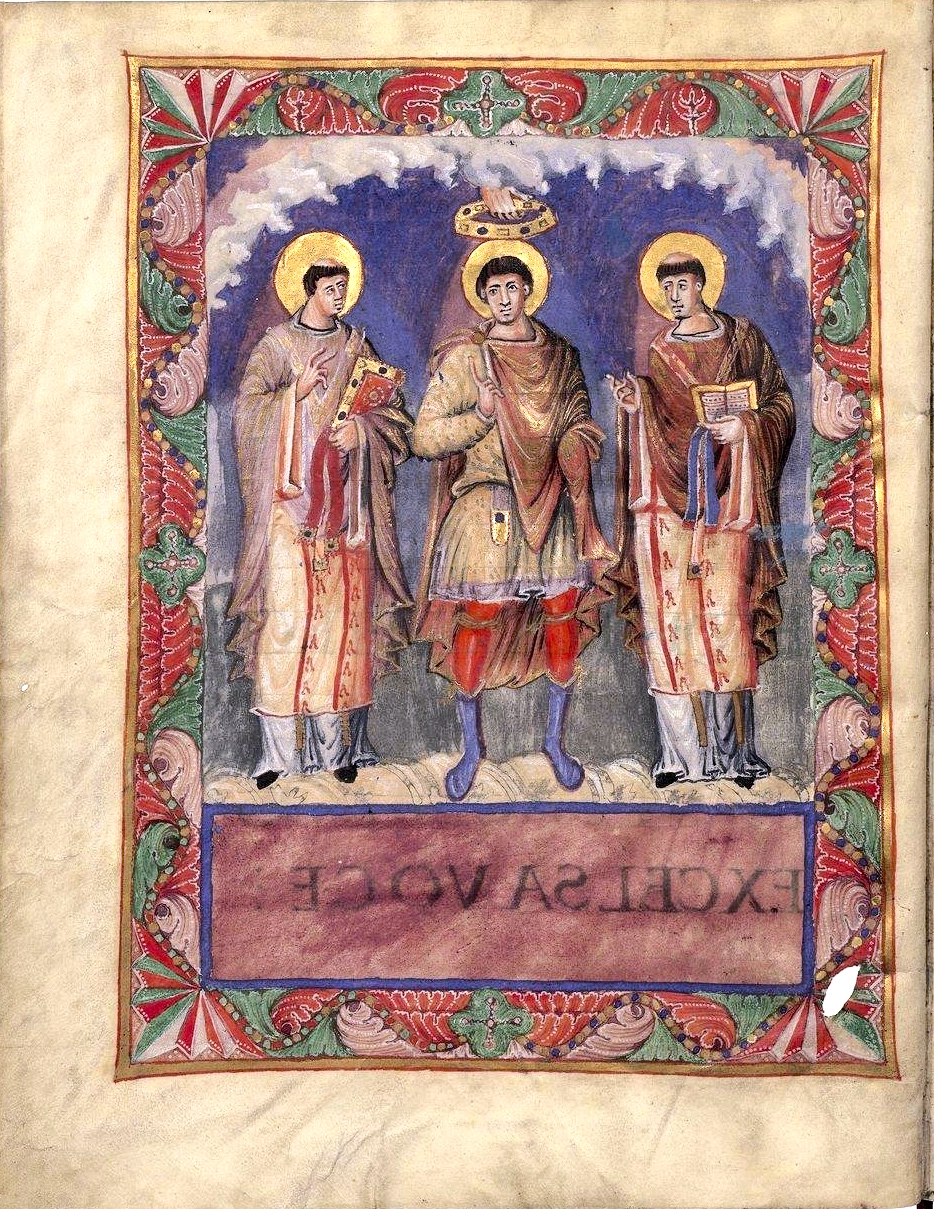
Representación del de Carlos el Calvo con los papas Gelasio I y Gregorio Magno

- Germano I de Constantinopla
- Juan de Damasco

## Juan de Damasco
En la Iglesia católica, San Juan de Damasco, que vivió en el siglo VIII, es generalmente considerado como el último de los Padres de la Iglesia y al mismo tiempo la primera semilla del siguiente período de escritores eclesiásticos, la escolástica.

## Tensiones entre Oriente y Occidente
A principios del siglo VIII, la iconoclasia bizantina se convirtió en una importante fuente de conflicto entre las partes oriental y occidental de la Iglesia. Los emperadores bizantinos prohibieron la creación y veneración de imágenes religiosas. Otras religiones importantes de Oriente, como el judaísmo y el islam, tenían prohibiciones similares. El papa Gregorio III discrepaba vehementemente.

## Difusión del cristianismo

### Anglosajones
Los pueblos germánicos sufrieron una gradual cristianización en el transcurso de la Antigüedad tardía y la Alta Edad Media. En el siglo VIII, la mayor parte de Inglaterra anglosajona y del Imperio franco era de iure cristiana.
En el siglo VIII, los  francos se convirtieron en abanderados del cristianismo católico romano en Europa occidental, librando guerras en su nombre contra los cristianos arrianos, los invasores islámicos y los pueblos germánicos paganos como los sajones y los frisones. Hasta 1066, cuando el pueblo danés y los nórdicos perdieron su posición en Gran Bretaña, la labor teológica y misionera en Alemania fue organizada en gran parte por las misiones anglosajonas, con éxito desigual. Un acontecimiento clave fue la tala del Roble de Thor cerca de Fritzlar por  san Bonifacio, apóstol de los germanos, en 723.
Finalmente, la conversión fue impuesta por la fuerza armada y completada con éxito por Carlomagno y los francos en una serie de campañas de las Guerras sajonas, que comenzó en 772 con la destrucción de su Irminsul y culminó con la derrota y masacre de los líderes sajones en la masacre de Verden en 782 y la subyugación de esta gran tribu.

### Imperio franco
.

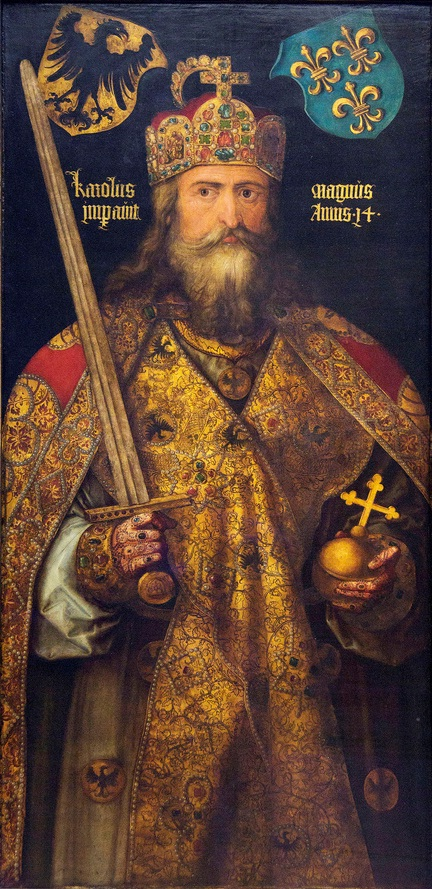
Carlomagno, el monarca franco que unificó gran parte de Europa Occidental y restableció la autoridad de la Iglesia romana en Occidente

En el siglo VIII, el reino franco, un reino germánico que se había originado al este del Rin, gobernaba gran parte de Europa occidental, especialmente en lo que hoy es Francia y Alemania. El primer rey franco, Clodoveo se había unido a la Iglesia romana en 496 y desde entonces los francos formaban parte de la Iglesia. En 768 Carlos, hijo del rey Pipino el Breve, sucedió al trono franco. Durante la década de 770, Carlos el Grande conquistó a los lombardos en Italia, extendiendo el reino franco a casi toda Italia. El día de Navidad del año 800, el patriarca romano León III coronó a Carlos como emperador romano, negando en esencia el estatus de la emperatriz romana Irene, reinante en Constantinopla. Este acto provocó una importante ruptura diplomática entre los francos y los romanos orientales, así como entre Roma y los demás patriarcas de Oriente.
Entre los misioneros cristianos en el Imperio franco se encuentran:
- San Bonifacio
- Santa Walburga,  San Willibaldo y San Winibaldo (hermanos ingleses asistentes de Bonifacio)
- Wilfrid
- Willibrord
- Wilehado de Brema
- Lebuinus
- San Ludgero
- Suitberto de Kaiserswerth
- San Pirmino de Reichenau
- San Corbiniano

### Escandinavia
Aunque la Los escandinavos se convirtieron nominalmente en cristianos en el siglo VIII, las creencias cristianas reales tardaron bastante más en establecerse entre la población. Las antiguas tradiciones indígenas que habían proporcionado seguridad y estructura desde tiempos inmemoriales se vieron desafiadas por ideas que les eran desconocidas, como el pecado original, la Santísima Trinidad, etc. Las excavaciones arqueológicas de los enterramientos de la isla de Lovön, cerca de la actual Estocolmo, han demostrado que la cristianización real del pueblo fue muy lenta y duró al menos 150-200 años, y se trataba de un lugar muy céntrico del reino sueco. En esta época, quedaba suficiente conocimiento de la mitología nórdica como para que se conservara en fuentes como las Eddas de Islandia.

### Países Bajos y Alemania no frisona
En el año 698, el monje benedictino de Northumbria San Willibrord fue nombrado por el Papa Sergio I obispo de los frisones en lo que hoy son los Países Bajos. Willibrord fundó una iglesia en Utrecht.
Gran parte de la obra de Willibrord fue aniquilada cuando el pagano Radbod, rey de los frisios destruyó muchos centros cristianos entre 716 y 719. En 717, el misionero inglés  Bonifacio fue enviado en ayuda de Willibrord, restableciendo iglesias en Frisia y continuando la predicación por las tierras paganas de Alemania. Bonifacio fue asesinado por los paganos en 754.

### China
La Estela nestoriana fue construida en 781 como monumento a los 150 años de cristianismo primitivo en China. Fue enterrada en el siglo IX durante la represión religiosa y permaneció bajo tierra hasta que fue descubierta en 1625. La parte superior del monumento está adornada no sólo con una cruz, sino también con el emblema budista del loto y el símbolo taoísta de la nube. El autor de la inscripción fue Jingjing (monje), un monje de la "Religión Luminosa", además de budista, y el calígrafo fue Huangbo Xiyun (se cree que estos dos colaboraron más tarde en algunos escritos budistas). No está claro si eran comentaristas o seguidores del cristianismo.

## Cristianismo e Islam

### Expansión misionera
Una vez establecida la fe cristiana en los valles de los ríos Oxus y Jaxartes, se extendió fácilmente hacia el este, a la cuenca del río Tarim, a la zona norte de las montañas Tien Shan y, finalmente, al extremo noroeste de China, por encima del Tíbet. y, finalmente, hacia el extremo noroeste de China, por encima del Tíbet. Esta era la principal ruta de caravanas, y con tantos cristianos involucrados en el comercio era natural que el evangelio se plantara pronto en los pueblos y ciudades que eran centros de caravanas. El patriarca mesopotámico del siglo VIII escribió que iba a nombrar un metropolitano para el Tíbet, lo que implicaba que sus iglesias eran lo bastante numerosas como para necesitar obispos y clérigos menores. Así pues, ya en el siglo IX había cristianos en Xinjiang, y posiblemente en Tíbet. Pero no fue hasta principios del siglo XI cuando la fe se extendió entre los pueblos nómadas de esta y otras regiones de Asia central. Estos cristianos eran principalmente pueblos turco-tártaros, como los keraitas, onguts, uigures, Naimanos, merkitas  y mongoles.

### La península ibérica y la Reconquista
.

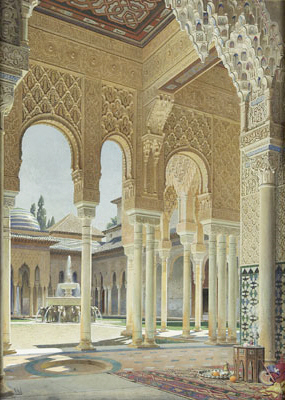
Los interiores de la Alhambra en Granada, España decorados con diseños arabescos

Entre los años 711 y 718 la península Ibérica había sido conquistada por musulmanes en la conquista omeya de Hispania; entre la 722 y la 1492 los reinos cristianos que más tarde serían España y Portugal la reconquistaron a los estados moriscos de Al-Ándalus.
Las tristemente célebres Inquisición española e Inquisición portuguesa no se instalaron hasta 1478 y 1536, cuando la Reconquista ya había concluido (en su mayor parte).
Los árabes, bajo el mando del bereber general Táriq ibn Ziyad, iniciaron la conquista del sur de España o al-Ándalus en 711. Una partida de incursión dirigida por Tarik fue enviada para intervenir en una guerra civil en el reino visigodo de Hispania. Cruzando el Estrecho de Gibraltar, obtuvo una victoria decisiva en el verano de 711, cuando el rey visigodo Roderic fue derrotado y muerto el 19 de julio en la Batalla de Guadalete. El comandante de Tariq, Musa bin Nusair cruzó rápidamente con importantes refuerzos, y en 718 los musulmanes dominaban la mayor parte de la península. Algunas fuentes árabes y cristianas posteriores presentan una incursión anterior de un tal  Ṭārif en 710 y una, la recensión Ad Sebastianum de la Crónica de Alfonso III, hace referencia a un ataque árabe incitado por Ervigio durante el reinado de Wamba (672–680). y dos ejércitos razonablemente numerosos pueden haber estado en el sur durante un año antes de que se librara la batalla decisiva.
Los gobernantes de al-Ándalus recibieron el rango de Emir por parte de los Omeyas Califa Al-Walid I en Damasco. Tras la llegada de los abbasíes al poder en Oriente Próximo, algunos Umayyad huyeron a España musulmana para establecerse allí.

## Línea de tiempo
- 716 -  Bonifacio comienza su labor misionera entre tribus germánicas[8]
- 718-1492 - Reconquista, península ibérica retomada por con el estímulo activo de las autoridades cristianas
- 718 - San Bonifacio, inglés, encargado por el papa Gregorio II de evangelizar la Alemanes
- 720? - Abadía de Disentis de Suiza
- 720 - El califa Umar II ejerce una fuerte presión sobre los bereberes cristianos para que se conviertan al islam.
- 724 - Bonifacio derriba el roble sagrado pagano de Thor en Geismar en Hesse (Alemania)[9]
- 730-787 - Primera iconoclastia, el emperador bizantino Leo III prohíbe los iconos cristianos, el papa Gregorio II lo excomulga.
- 731 - Historia de la Iglesia inglesa escrita por Bede
- 740 - Los monjes irlandeses llegan a Islandia[10]
- 750? - Se añade una torre a la basílica de San Pedro en la parte delantera del atrio
- 752? Donación de Constantino, concedió el Imperio Romano de Occidente al Papa, más tarde se demostró que era una falsificación
- 756 - Donación de Pipino reconoce Estados Pontificios
- 771 - Carlomagno se convierte en rey y decretará que los sermones se den en lengua vernácula. También encargó traducciones de la Biblia.[11]
- 781 - Estela nestoriana erigida cerca de Xi'an (China) para conmemorar la propagación en China de la Religión luminosa, proporcionando así un registro escrito de una presencia cristiana en China[12]
- 787 - Ludgero comienza la labor misionera entre los paganos cerca de la desembocadura del río Ems (en la actual Alemania)[13]
- 787 - Segundo Concilio de Nicea, 7º ecuménico, pone fin a la primera iconoclasia.
- 793 - El saqueo del monasterio de Lindisfarne marca el comienzo de las incursiones vikingas en la cristiandad.
- 800 - El rey Carlomagno de los  francos es coronado primer Emperador del Sacro Imperio Romano Germánico de Occidente por el papa León III.